# 1079 Мимоза
1079 Мимоза (енгл. 1079 Mimosa) је астероид главног астероидног појаса са пречником од приближно 20,7 .
Афел астероида је на удаљености од 3,005 астрономских јединица (АЈ) од Сунца, а перихел на 2,743 АЈ.
Ексцентрицитет орбите износи 0,045, инклинација (нагиб) орбите у односу на раван еклиптике 1,178 степени, а орбитални период износи 1779,883 дана (4,873 године).
Апсолутна магнитуда астероида је 11,20 а геометријски албедо 0,136.
Астероид је откривен 14. јануара 1927. године.